# Электроника МК-42

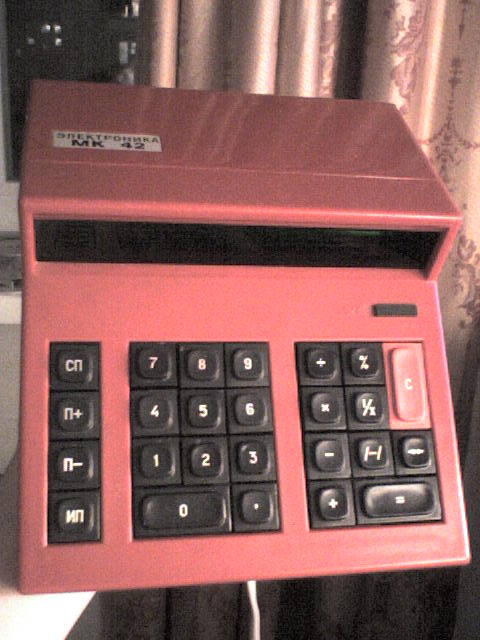
«Электроника МК-42»

«Электроника МК-42» — фото изнутри

Электроника МК-42 — советский настольный арифметический микрокалькулятор с питанием от электросети 220 вольт с вакуумно-люминесцентным семисегментным дисплеем на 13 символом (калькулятор при этом 12-значный, последний сегмент для знака). Построен на одной цифровой микросхеме - К145ВХ1, выполняющей все необходимые функции. Выпускался в период с 1982 по 1993 год на производственном объединении «Светлана».

## Технические характеристики
| Модель                      | МК-42 |
| Источник питания            | AC 220V 50 Гц                                                                                               |
| Управление питанием         | Механическое (тумблер)                                                                                      |
| Энергопотребление           | 5 Вт |
| Тип экрана                  | Катодо-люминесцентный                                                                                       |
| Разрядность экрана          | 12 разрядов + 1 для знака                                                                                   |
| Клавиатура                  | Контактная (пластмассовые толкатели замыкают контакты), 25 клавиш + 1 переключатель (5/4) режима округления |
| CPU                         | К145ВХ1 |
| Диапазон рабочих температур | +5…+40C° |
| Материал корпуса            | Пластик |
| Размеры и вес               | 212x175x75мм 0,8 кг.                                                                                        |